# Pfarrkirche Breitstetten
Pfarrkirche Breitstetten är en kyrkobyggnad som ligger i orten Breitstetten i kommunen Leopoldsdorf im Marchfeld i Niederösterreich, Österrike. Kyrkan är tillägnad Marias moder Anna.

## Kyrkobyggnaden
Ursprungliga kyrkan är uppfördes på 1200-talet. År 1713 genomfördes en ombyggnad i barockstil. År 1784 fick den status som församlingskyrka.
Kyrkan består av ett långhus med ingång i väster och ett runt torn i öster ovanför koret. Vid långhusets västra sida finns ett vidbyggt vapenhus. Vid långhusets nordöstra sida finns en vidbyggd sakristia som tillkom på 1700-talet.

## Inventarier
- En grupp skulpturer i barockstil som föreställer Jungfru Maria och hennes moder Anna.
- Altartavlan är från början av 1800-talet och har motivet "Anna lär Maria att läsa".
- Korsstationerna är från senare hälften av 1800-talet.
- Orgeln är från år 1840.